# Tschaman
Das Tschaman (ISO 639-3: ebr), auch Ebrie genannt, ist eine Kwa-Sprache aus der Sprachfamilie der Niger-Kongo-Sprachen und wird in der Elfenbeinküste von insgesamt 75.900 Personen (Volkszählung 1988) in 57 Ortschaften im Departement Abidjan gesprochen.
Die Sprache Tschaman ist mit keiner der benachbarten Sprachen in der Gegend verwandt. Zusammen mit der Sprache Mbato [gwa] bildet das Tschaman die Untergruppe Potou innerhalb der Sprachgruppe der Potou-Tano-Sprachen.
Obwohl es eine auf dem lateinischen Alphabet basierendes Schriftsystem gibt, verwenden die Tschaman-Sprecher in letzter zeit zusehends das Französische als Schriftsprache.